# Трохимівка (Богодухівський район)
Трохи́мівка — село в Україні, у Валківській міській громаді Богодухівського району Харківської області. Населення становить 66 осіб. До 2020 орган місцевого самоврядування — Ков'язька селищна рада.

## Географія
Село Трохимівка примикає до смт Ков'яги і селу Халимонівка, поруч проходить автомобільна дорога Р22, за 2 км залізниця, станція Ков'яги, в селі є невеликий ставок. До села примикає великий лісовий масив.

## Історія
12 червня 2020 року, розпорядженням Кабінету Міністрів України № 725-р «Про визначення адміністративних центрів та затвердження територій територіальних громад Харківської області», увійшло до складу Валківської міської громади.
19 липня 2020 року, в результаті адміністративно-територіальної реформи та ліквідації Валківського району, село увійшло до складу Богодухівського району.